# 江良材
江良材（？—1544年），號斗峰，江西廣信府貴溪縣人，明朝政治人物。

## 生平
弘治十一年（1498年）戊午科江西乡试舉人，正德九年（1514年）甲戌科三甲第107名進士，正德末授南京山西道試御史，丁忧归。服阕，嘉靖元年（1522年）四月复除山东道御史，五年八月升山东按察司佥事。復除浙江佥事，八年十一月升广东按察司海道副使，十一年正月考察改调简僻。六月因广东海贼许折桂等围攻省城，巡抚林富与原任分守参议王洙被革职为民，海道副使江良材、分巡佥事龚大稔等人被禠职闲住。

## 家族
父江璞，官广西右参政。
子江以達，字于顺，嘉靖五年进士。江以道（1511年-1545年），字于充；江以进（1512-1528年），字于渐。